# Silenka nicí
Silenka nicí (Silene nutans) je víceletá bylina z čeledi hvozdíkovitých (silenkovitých). Roste především ve světlých lesích, na lesních okrajích a osluněných stráních, často na chudých písčitých půdách. Své jméno dostala podle nicích (tj. dolů sehnutých, převislých) bílých či růžových květů, které rozkvétají večer a jsou opylovány nočními motýly.

## Popis
Vytrvalá bylina s přízemní růžicí úzce vejčitých listů, které se pozvolna sbíhají v křídlatý řapík. Jedna nebo více přímých, nevětvených a pýřitých lodyh 30-60 cm vysokých s podlouhlými, špičatými, kopinatými a nahoře čárkovitými listy. Listy jsou pýřité, téměř přisedlé, tmavě šedozelené. Lata květů obvykle jednostranná z řídkých vstřícných vidlanů, stopky květů dolů převislé. Kvete v červnu až srpnu, květy jsou oboupohlavní, kalich válcovitý, 8–12 mm dlouhý, pýřitý, s kopinatými, široce blanitými zuby. Koruna bílá, nazelenalá nebo narůžovělá, pětičetná s dvouklanými plátky a dvouklanými úkrojky, za dne stočenými nazpět. Tyčinky dvakrát delší než kalich, prašníky nazelenalé. Plod je vejčitě kuželovitá tobolka, 8–10 mm dlouhá, s mnohem delší stopkou.

## Rozšíření
Silenka nicí se vyskytuje v Evropě a Asii. Areál zahrnuje téměř celou Evropu včetně Skandinávie a na východ dosahuje až na západní a střední Sibiř. Vyskytuje se také na Kavkaze a Kanárských ostrovech. Ve Středomoří roste především v horách. V České republice se vyskytuje na většině území v nadmořských výškách do 900 metrů. Ve vyšších polohách roste jen výjimečně a většinou druhotně. Nejčastěji ji lze nalézt ve světlých listnatých, zejména dubových lesích (teplomilné a acidofilní doubravy, dubohabřiny), v křovinách, lesních lemech, na sušších loukách a pastvinách. Roste na kyselých i zásaditých podkladech.